# Falsotragiscus holdhausi
Falsotragiscus holdhausi är en skalbaggsart som först beskrevs av Itzinger 1934.  Falsotragiscus holdhausi ingår i släktet Falsotragiscus och familjen långhorningar. Inga underarter finns listade i Catalogue of Life.